# Муругов, Алексей Иванович
Алексе́й Ива́нович  Муру́гов (17 февраля 1909, Дербент, Дагестанская область — 21 июня 1943, концлагерь Маутхаузен, Верхняя Австрия) — советский юрист, прокурор Москвы (1938 — 1940).

## Биография
Алексей Иванович Муругов родился 17 февраля 1909 года в городе Дербенте (позднее — Дагестанская АССР), в семье рабочих.
- 1931—1933 гг. — проходил военную службу в армии.
  - 1932 год — вступил в ВКП(б).
- 1938 год — окончил Московский юридический институт.
  - В мобилизационном предписании значилось: присвоено военное звание военного юриста запаса.
- С июля 1938 года по 26 июня 1940 года — прокурор Москвы[1].
- 2 июля 1941 года — ушел на фронт добровольцем.
- октябрь 1941 года — пропал без вести на Западном фронте[2].
  - При пленении скрыл свою настоящую биографию и представился вымышленной  фамилией «Громов».
- Участвовал в подполье концлагеря Маутхаузен.
- 21 июня 1943 года — был сожжён живым в крематории лагеря вместе с десятью другими советскими военнопленными.

## Личная жизнь
- Жена: Людмила Константиновна;
  - дочь.

## Награды
- В «Книге памяти г. Москвы» (издана в 1995 году к 50-летию Победы) имеется упоминание о МУРУГОВЕ А.И. Том 9, страница 305.